# Dichaetanthera strigosa
Dichaetanthera strigosa là một loài thực vật có hoa trong họ Mua. Loài này được Jacques mô tả khoa học đầu tiên.